# (500351) 2012 TQ10
(500351) 2012 TQ10 es un asteroide perteneciente al cinturón de asteroides, descubierto el 19 de septiembre de 2012 por el equipo del Mount Lemmon Survey desde el Observatorio del Monte Lemmon, Arizona, Estados Unidos.

## Designación y nombre
Designado provisionalmente como 2012 TQ10.

## Características orbitales
2012 TQ10 está situado a una distancia media del Sol de 3,084 ua, pudiendo alejarse hasta 3,361 ua y acercarse hasta 2,807 ua. Su excentricidad es 0,089 y la inclinación orbital 11,09 grados. Emplea 1979,00 días en completar una órbita alrededor del Sol.

## Características físicas
La magnitud absoluta de 2012 TQ10 es 16,3.